# 巴黎高等師範學院

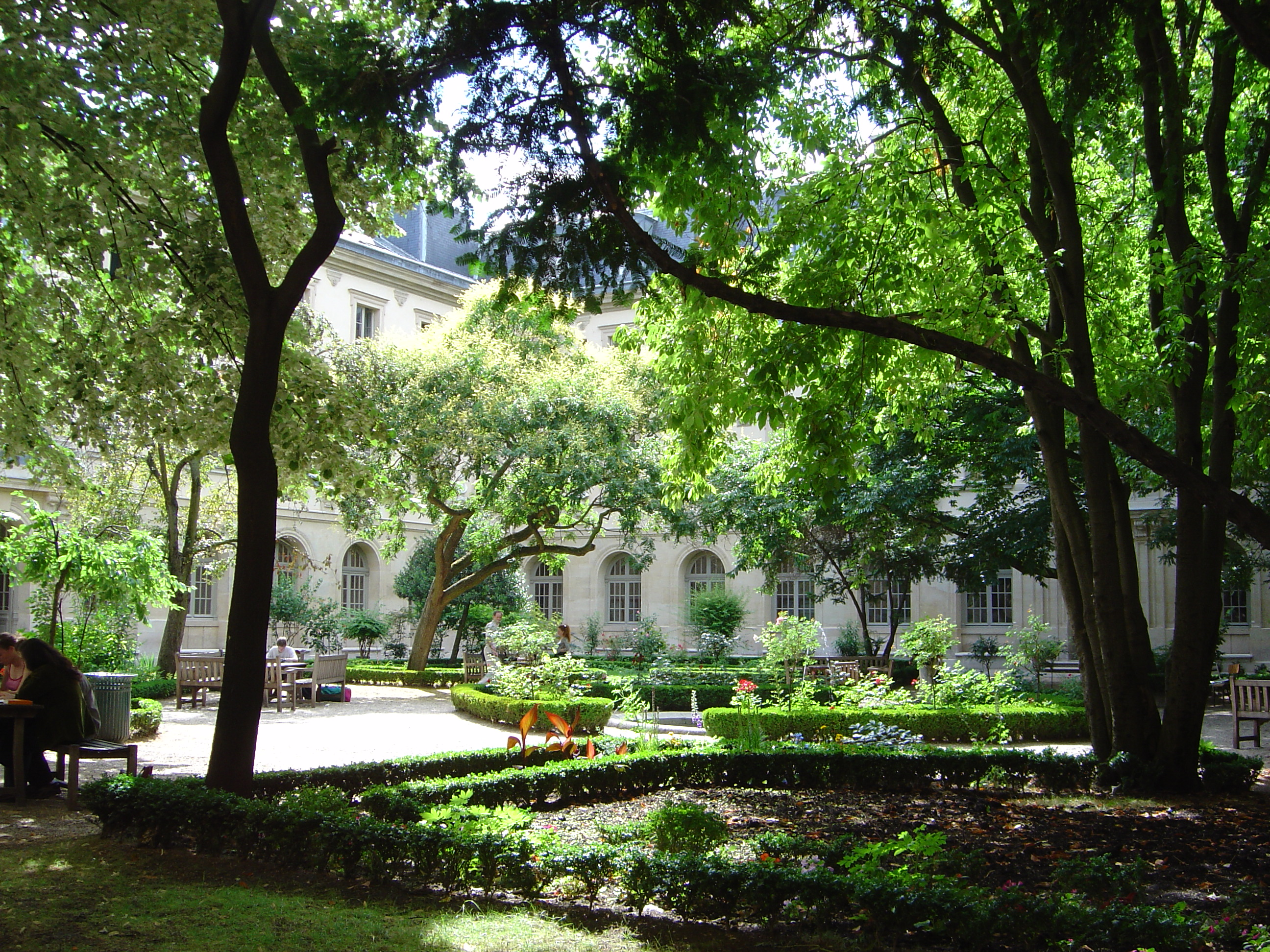
高等师范学院的恩内斯特院

高等师范学院（法語：École normale supérieure），又译高等師範学校，簡称巴黎高师（ENS Paris或Normale sup或ENS Ulm），位于巴黎乌尔姆路的巴黎高等师范学校，它是世界上高等师范学校中最古老的一所。如同國家行政學院，巴黎高師也沒有頒發學位的權利，學生必須透過合作大學的註冊學籍，來取得該大學頒發的學位。现为巴黎文理大學的成员之一。
擁有法國國籍並通過競考入學的學生可獲得準公務員身分（法語：Fonctionnaire-stagiaire），並享有公務員津貼。同時也負有十年義務，除在學校就讀的四年之外，畢業後還需服務於公共單位至少六年。可以是為法國或另一歐盟國政府及國有企業服務，或是直接為歐盟工作，亦可在高等教育機構或是研究機構服務。最後一種情形下並無機構所在國家的限制。每年需向高師報備其義務履行情形，如不能履約則須支付補償款。
ENS位于巴黎第五区的乌尔姆路，受法国高等教育部部长直接管理。物理学家马克·梅扎尔于2012年接替了哲学家莫妮克·坎托-斯佩伯担任校长。其学生和校友被称为“高师人”（normaliens），Normalien一词通常是指巴黎高等师范学校的新老“学生”，即学校章程中指明的、通过口试和笔试选拔的学生。高师里还有一些通过审核材料而选拔的“自由听课生”，傳統上，他们不包含在Normalien之列，一般所謂「高師人」，僅指那些具有準公務員身份的學生（法語：Normalien élève），通常外國學生也不在高師人之列。唯近年來校方將材料選拔錄取的“自由聽課生”（法語：Auditeurs libres）改稱為“師範學生”（法語：Normalien étudiant）。
一般高師人畢業後多任教職，学校1987年8月26日的章程中写到，“通过高水準的科学与文化教育，学校培养的学生将从事基础或应用科学的研究、大学、预科班、中学的教学，以及国家、地方、公共机构或企业的行政管理”。截至2019年10月，共有22位校友及教职工获得诺贝尔奖、14位获得菲尔兹奖。
作为高等师范学校網路的起源，坐落在乌尔姆路上的这所学校如今已跻身欧洲最负盛名的教育机构之列。学校通过全国最富选拔性的竞考之一——大學校竞考来录取新生，同时也招收国际学生。

## 学校历史

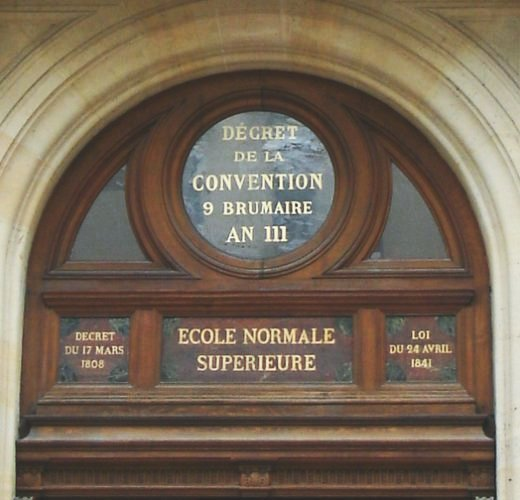
位于乌尔姆路45号高师正门——这一遗迹上写着决定学校历史的三个重要法令：学校曾两次建立，以及向乌尔姆路的搬迁。

### 短暂的共和历三年师范学校
学校的历史可以追溯到1794年。当时，在公共教育委员会（相当于今天的教育部）委员拉卡纳尔和伽拉倡导下， 国民公会颁布法令，宣布建立“共和历三年”师范学校。雾月9日的法令宣布：
“（第一条）：一所师范学校将在巴黎成立。从共和国各个阶层选出的已经接受过有益的教育的公民，将在这里跟随各个领域最有资历的老师学习授课的艺术。”
虽然这所学校很快就被关闭了，但它曾聚集了一批杰出的、深受启蒙思想影响的教师，比如科学家蒙日、范德蒙德、道本顿、贝托莱，作家、哲学家圣-皮埃尔、沃尔涅。共和历三年的经验为1808年的新学校提供范例。

### 从寄宿学校到乌尔姆路上的大学校

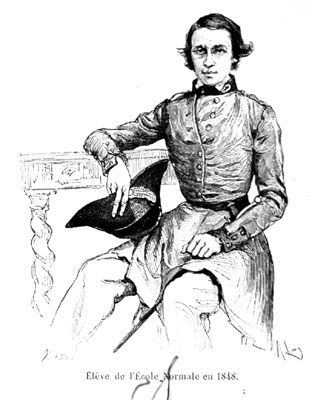
学生制服（于1849年被时任校长的保羅-弗朗索瓦·迪布瓦废除）

拿破仑在1808年5月17日颁布法令，宣布要在法国帝国大学内部建立一所“寄宿制师范学校”，以“培养学员在文学和科学上的教学艺术”。学校于1810年开放，位于原普莱西中学内（现已并入路易勒格朗中学）。当时，每届学生规模还很小，模仿军规而制定的校规非常严格，学生必须穿着制服。1814年，学校搬迁到了圣灵修会的建筑里。一直到1818年，学校都没有设立入学竞考，学生都是由学区视察员根据高中学习成绩选拔。1822年9月8日，因为被视为是自由主义思想的中心，学校被德尼·弗雷西努（时任法国大学总监）勒令停办。
根据1826年3月9日的一条法令，一所“预科学校”在路易勒格朗中学的地址上建立起来，1828年后，学校的地址改在了普莱西中学内。学校没有中断的历史就是从这时（1826年）开始的。在七月革命时期（1830年），“预科学校”依据路易-菲利普的命令改名为“师范学校”，这个名字参照了共和历三年师范学校。1845年，随着一批基础教育师范学校的建立，学校被重新命名为“高等师范学校”。高等师范学校搬到新地址——巴黎第五区乌尔姆路上是在1847年11月4日，这次搬迁是1841年4月24日法律决定的。如今学校仍位于这个地址，但校园已经被后来的建筑扩大了，特别是1937年建造的位于洛蒙路的实验科学楼。
1903年，高等师范学校被并入巴黎大学，直到1954年，学校才成为独立法人，并取得了财政上的独立。1962年，乔治·蓬皮杜总理签署法令确认了学校的科学研究使命。但接下来的几年对学校来说十分艰难，高师被戴高乐主义的当局视为异议者，在1971年，还曾被一些毛主义小组占领。
现在的高等师范学校是1985年由原高等师范学校和1881年成立的原女子高等师范学校（塞夫勒女子高等师范学校）合并而成。巴黎高等师范学校是法国高等师范学校集团的倡导者和组建者（法国高师成员包括：巴黎高等师范学校，卡尚高等师范学校，和里昂高等师范学校）。

## 教学研究
高等师范学校的一个特点是文科和理科的比重相当。因此，学校被分为“文”（人文与社会科学）与“理”（精确科学与生命科学）两科，每科设有一名教学主任和一名副主任。国际战略指导委员会（COSI）和科学顾问委员会（CS）为两科共有。

### 科系设置

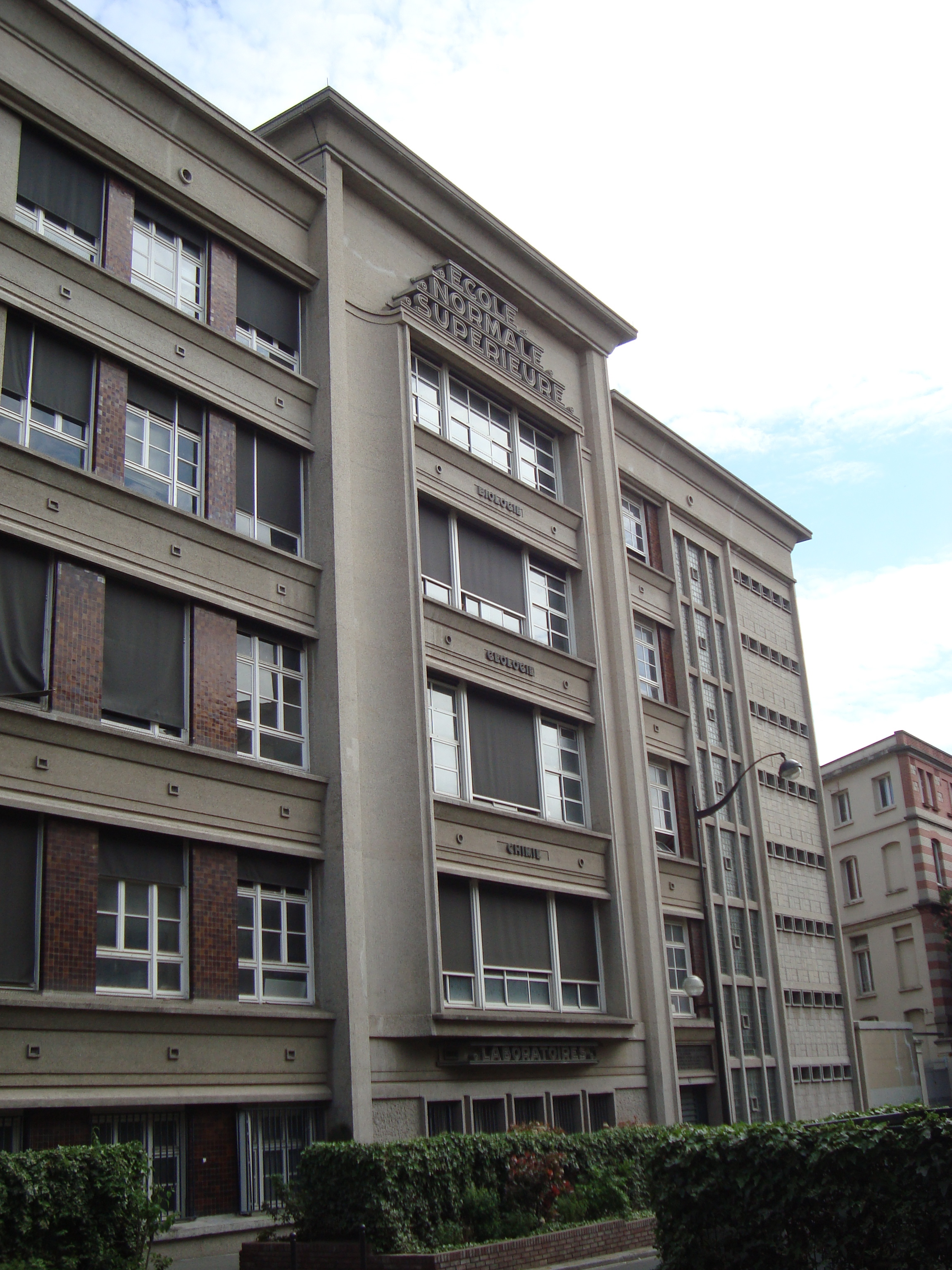
实验室大楼

学校被分为14个教学研究系。与这些系关联的有35个混合研究单位，与它们合作的科研中心有国家科学研究中心（CNRS）、国家健康与医药研究所（INSERM）、国家信息与自动化研究所（INRIA）、国家农业科学研究院（INRA）、国家教学研究院（INRP）。
理科
- 数学及应用数学系（DMA） （页面存档备份，存于）
- 物理系 （页面存档备份，存于）
- 计算机系（DI） （页面存档备份，存于）
- 生物系 （页面存档备份，存于）
- 化学系 （页面存档备份，存于））
- 地球科学系（TAO） （页面存档备份，存于）
- 认知科学系（DEC） （页面存档备份，存于）

文科
- 哲学系 （页面存档备份，存于）
- 文学与语言系（LILA） （页面存档备份，存于）
- 历史系 （页面存档备份，存于）以及纽约大学（NYU）埃里希·玛利亚·雷马克学院的一个欧洲分院 （页面存档备份，存于）（NYU/ENS）
- 古文明系（CEA） （页面存档备份，存于）)
- 社会科学系以及巴黎经济学校（ENS/EHESS/ENPC/Paris I)
- 地理系 （页面存档备份，存于）
- 艺术理论与艺术史系（DHTA） （页面存档备份，存于）

除了这些系以外，学校还设有外国语言文化专区（ECLA）、语言实验室，以及一些跨学科组织，如环境与社会教学研究中心（CERES-ERTI） （页面存档备份，存于）、历史与科学哲学小组（CHPS）。

### 学术合作机构
巴黎高等师范学校与巴黎一些大学联系紧密，它是巴黎大学联盟的创立者之一。学校加入了数个先进专题研究网络（RTRA），如巴黎数学基金会、皮埃尔-吉勒·德热纳研究基金会、巴黎-法兰西岛先进科学研究院（IEA）。同时作为大学主席联席会议（CPU）和大学校联席会议（CGE）的成员，高等师范学校与大学校和大学都紧密相连：学校的选拔性招生是与其他大学校共同进行的，而学校全部的教育、科研、硕士与博士的培养都是和大学合作完成的。无论是物理、经济还是科学哲学，学校所有博士院都是与其他大学和机构合作运行的。

## 著名校友
- 安托萬·奧古斯丁·庫爾諾，數學家、哲學家及經濟學家
- 路易·巴斯德，微生物學開拓者
- 让-保罗·萨特，哲學家，存在主義哲學大師
- 約瑟夫·傅立葉，數學家，提出了傅立葉級數，熱力學開創者之一
- 米歇爾·福柯，結構主義哲學家
- 埃瓦里斯特·伽羅瓦，天才數學家，為代數學奠定了基礎
- 埃米爾·博雷爾，數學家，早慧神童，拓扑學、測度論、機率論的先鋒
- 昂利·勒贝格，提出的勒贝格积分
- 雅克·德里达，解構主義的代表人物
- 让·加斯东·达布，數學家
- 夏尔·埃尔米特，數學家，因证明e是超越数而闻名
- 利奧波德·塞達爾·桑戈爾，塞內加爾首位總統
- 喬治·蓬皮杜，前法國總統
- 路易·阿尔都塞，哲學家
- 皮耶·布迪厄，社會學家，文化資本的提出者。
- 雷蒙·阿隆，哲學家
- 洛朗·施瓦茨，菲爾茲獎得主
- 勒內·托姆，菲爾茲獎得主
- 讓-皮埃爾·塞爾，菲爾茲獎得主
- 阿蘭·孔涅，菲爾茲獎得主
- 讓-克里斯托夫·約科茲，菲爾茲獎得主
- 皮埃爾-路易·利翁，菲爾茲獎得主
- 洛朗·拉福格，菲爾茲獎得主
- 文德林·維爾納，菲爾茲獎得主
- 吳寶珠，菲爾茲獎得主
- 賽德里克·維拉尼，菲爾茲獎得主
- 加布里埃爾·李普曼，1908年諾貝爾物理學獎得主。
- 保羅·薩巴捷，1912年諾貝爾化學獎得主。
- 羅曼·羅蘭，1915年諾貝爾文學獎得主。
- 讓·佩蘭，1926年諾貝爾物理學獎得主。
- 亨利·柏格森，1927年諾貝爾文學獎得主。
- 阿爾弗雷德·卡斯特勒，1966年諾貝爾物理學獎得主。
- 路易·奈爾，1970年諾貝爾物理學獎得主。
- 羅拉爾·德布魯，1983年諾貝爾經濟學獎得主。
- 皮埃爾-吉勒·德熱納，1991年諾貝爾物理學獎得主。
- 克洛德·科昂-唐努德日，1997年諾貝爾物理獎得主。
- 阿爾貝·費爾，2007年諾貝爾物理學獎得主。
- 塞尔日·阿罗什，2012年诺贝尔物理学奖得主
- 蕾貝卡·斯洛托維斯基，編劇，導演。

### 学校网站
- ENS官网 （页面存档备份，存于）
- ENS知识传播 （页面存档备份，存于），有大量自然科学、文学、社会科学的教学记录
- ENS图书馆网络 （页面存档备份，存于）
- ENS之夏，ENS的国际夏季学校

### 学生网站
- 联欢组织委员会（COF）
- 学生体育社团（BDS） （页面存档备份，存于）
- ENS学生的服务器 （页面存档备份，存于）
- ENS校友会(ARCHICUBES) （页面存档备份，存于）
- ENS校友電子郵件伺服器 （页面存档备份，存于）